# Espacio normal
| Axiomas de separación en espacios topológicos |
| --------------------------------------------- |
| T0                                            |
| T1                                            |
| T2                                            |
| T2½                                           |
| completamente T2                              |
| T3                                            |
| T3½                                           |
| T4                                            |
| T5                                            |
| T6                                            |

En topología y ramas relacionadas de la matemática, los espacios normales, espacios T4, y espacios T5 son tipos particulares de espacios topológicos. Estas condiciones son ejemplos de Axiomas de separación.

## Definiciones

cerrados E y F separados por abiertos en un espacio normal.

Sea X un espacio topológico, se dice que X es un espacio normal si y sólo si, dado cualquier par de conjuntos cerrados disjuntos E y F, existen dos entornos U de E y otro V de F, también disjuntos.
En términos más sencillos, se dice que E y F pueden ser separados mediante entornos. Los conjuntos cerrados E y F, aquí representados mediante discos cerrados en lados opuestos de la imagen, están separados por sus respectivos entornos U y V, aquí representados por discos abiertos mayores pero aún disjuntos. Se dice que X es un Espacio T4, si es normal y además es Hausdorff.
X es un espacio completamente normal si cada subespacio de X es normal.
Con lo que X es completamente normal si y sólo si todo par de conjuntos separados pueden ser separados por entornos.
X es un espacio T5, o un espacio completamente T4, si es completamente normal y Hausdorff, o, equivalentemente, si cada subespacio de X es T4.
X es un espacio perfectamente normal si es normal y todo cerrado suyo es un conjunto Gδ (es decir, es intersección de una cantidad numerable de abiertos). Además, se tiene que X es un espacio perfectamente normal si y solo si para todo cerrado no vacío C de X existe una función continua {\displaystyle f:X\to [0,1]} tal que {\displaystyle f^{-1}(\{0\})=C}.
Un espacio T6, o espacio perfectamente T4, es un espacio Hausdorff perfectamente normal.